# 425 هـ
425 هـ هي سنة في التقويم الهجري امتدت مقابلةً في التقويم الميلادي بين سنتي 1033 و1034.

## وفيات
- الخليل بن شاذان الخروصي

- أبو الحسن الخرقاني